# Сапега, Николай (1558)
Николай Сапега (ок. 1558—1638) — государственный деятель Великого княжества Литовского, воевода минский (1611—1618) и новогрудский (1618—1638).

## Биография
Представитель коденской линии литовского магнатского рода Сапег герба «Лис». Старший сын воеводы минского Богдана Сапеги (ок. 1530—1593) и Марины Андреевны Капустянки (ум. ок. 1570). Младшие братья — подканцлер литовский Павел Стефан и староста гомельский Андрей Сапеги.
Получил образование за границей, с 1582 года учился в Болонском университете, затем в Риме (1586) и Орлеане (1587).
После возвращения на родину Николай Сапега в 1588 году был назначен подкоморием гродненским. В 1596 году ездил с дипломатической миссией в Швецию, отстаивая права польского короля Сигизмунда III Вазы на шведский королевский трон. В 1603 году был избран послом (депутатом) на сейм. Поддерживал близкие контакты с канцлером великим литовским Львом Ивановичем Сапегой.
В 1608-1609 годах находился на лечении в Цеплице и Карловых Варах. После возвращения в 1611 году получил должность воеводы минского. Позднее находился в своём имении Боцьки на Подляшье, где занимался имущественными проблемами. В 1618 году был назначен воеводой новогрудским. В 1620 году был вновь избран послом на сейм. В 1623 году был назначен в комиссию для переговоров со шведами о мире, но отказался от своего участия в ней из-за плохого состояния здоровья.
В 1632 году воевода новогрудский Николай Сапега участвовал в конвокационном сейме и приготовлениях к войне с Русским государством за Смоленск. Больной Николай Сапега сам не участвовал в военных действиях, а отправил своего старшего сына Томаша.

## Семья
Был дважды женат. До 1598 года женился на Регине Монвидовне Дорогостайской (ум. после 1622), от брака с которой имел трёх сыновей и дочь:
- Павел Сапега (ум. 1612), староста жижморский
- Томаш Сапега (ок. 1598—1646), воевода венденский и новогрудский
- Казимир (ум. после 1639), дворянин королевский и лесничий бельский
- Эльжбета Сапега, жена дворянина королевского Павла Войны

В 1625 году вторично женился на Софии Дембовской, от брака с которой потомства не имел.